# 임영선
임영선(林永善, 1919년 1월 19일 ~ 2000년 9월 6일)은 한국의 독립운동가이다.
일제 강점기 때 학도병으로 강제 징집된 뒤 탈출을 시도했으나 육군형무소에서 고문을 당했다. 병원을 운영하였다가 2000년 9월 6일 사망했다.